# Рукдах
Рукдах — упразднённое село в Шамильском районе Дагестана. На момент упразднения входило в состав Ругельдинского сельсовета. Исключено из учётных данных в 1976 году.

## География
Располагалось левобережном склоне долины реки Темирор (приток Аварского Койсу), в 0,5 км к северо-западу от села Хиндах.

## История
До вхождения Дагестана в состав Российской империи селение Рукдах входило в состав вольного общества Кель. Затем в Келебское сельское общество Тлейсерухского наибства Гунибского округа Дагестанской области. В 1895 году селение состояло из 21 хозяйства. По данным на 1926 год село состояло из 27 хозяйств. В административном отношении входило в состав Ругельдинского сельсовета Кахибского района.
В 1944 году, после депортации чеченского населения с Северного Кавказа и ликвидации ЧИАССР, все население сел Рукдах, Хиндах и Урчух было переселено в село Байтарки вновь образованного Андалалского района, которое в свою очередь было переименовано в Хиндах. Постановлением ПВС ДАССР от 10.03.45 г. и 08.02.47 г. села Урчух, Рукдах и Хиндах ликвидированы в связи с переселением.
В 1957 году, в связи с восстановлением ЧИАССР, жители переселенных сел вернулись на прежнее место жительства, населённые пункты восстановлены в учёте. Указом ПВС ДАССР от 28.04.76 г. село Рукдах исключено из учёта как не существующий населённый пункт.

## Население
| Год       | 1895 | 1908 | 1926 | 1939 |
| --------- | ---- | ---- | ---- | ---- |
| Население | 105  | 81   | 85   | 68   |

По переписи 1926 года в селе проживало 85 человека (34 мужчины и 51 женщина), из которых: аварцы — 100 %..